# Solanum gilioides
Solanum gilioides är en potatisväxtart som beskrevs av Henry Hurd Rusby. Solanum gilioides ingår i släktet skattor som ingår i familjen potatisväxter. Inga underarter finns listade i Catalogue of Life.